# Carthage (Tennessee)
Carthage è un comune degli Stati Uniti d'America, situato nello Stato del Tennessee, nella Contea di Smith, della quale è il capoluogo.